# Chutes de la Menchum
Pour les articles homonymes, voir Menchum (homonymie).
Les chutes de la Menchum sont situées à proximité du village de Oshien sur la route nationale 11, dans la commune de Bafut, en limite des départements de la Mezam et de la Menchum (commune de Benakuma) dans la région du Nord-Ouest du Cameroun.

## Description
C'est un lieu de sacrifices. Au sol, sous la chute à droite, il y a des restes d'objets de sacrifices (sel, huile de palme et même repas).

### Géographie
Les chutes de la Menchum sont une attraction touristique peu exploitée du fait de l'accès difficile.

### Phénomènes liés
Le lieu abrite des activités sacrées de la chefferie. Un barrage hydroélectrique est installé près des chutes.

## Activités

### Tourisme

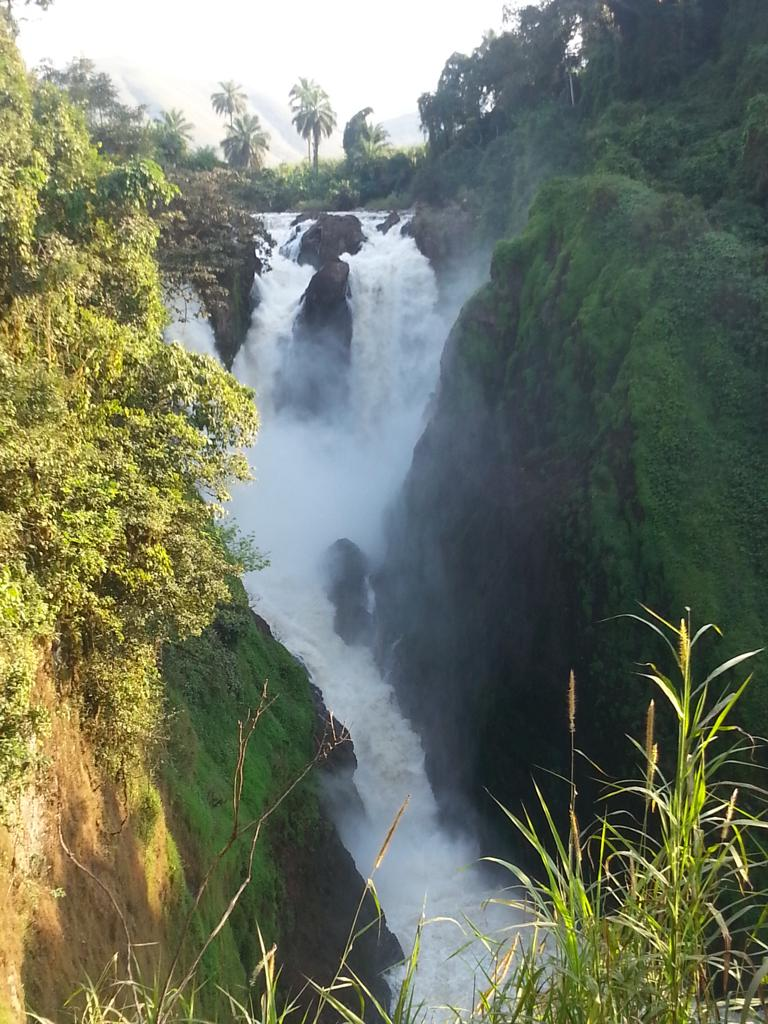
Chute de la Menchum

Les chutes ont une réputation touristique internationale,.